# Ниобий
| 41        | Ниобий |
| Nb92,9064 |        |
| 4d45s1    |        |

Нио́бий (химический символ — Nb, от лат. Niobium, устар. название — колумбий) — химический элемент 5-й группы (по устаревшей классификации — побочной подгруппы пятой группы, VB), Пятого периода периодической системы химических элементов Д. И. Менделеева, с атомным номером 41.
Простое вещество ниобий — блестящий переходный металл серебристо-серого цвета с кубической объёмноцентрированной кристаллической решёткой типа α-Fe, а = 0,3294. Для ниобия известны изотопы с массовыми числами от 81 до 113.

## История
Ниобий был открыт в 1801 году английским учёным Чарльзом Хэтчетом в минерале, присланном ещё в 1734 году в Британский музей из штата Массачусетс Джоном Уинтропом (внуком Джона Уинтропа младшего). Минерал был назван колумбитом, а химический элемент получил название «колумбий» (Cb) в честь страны, откуда был получен образец (Колумбии — торжественного наименования США).
В 1802 году А. Г. Экеберг открыл тантал, который совпадал практически по всем химическим свойствам с ниобием, и поэтому долгое время считалось, что это один и тот же элемент. Лишь в 1844 году немецкий химик Генрих Розе установил, что это отличный от тантала элемент и переименовал его в «ниобий» в честь дочери Тантала — Ниобы, чем подчеркнул сходство между элементами. Однако в некоторых странах (США, Англии) долго сохранялось первоначальное название элемента — колумбий, и только в 1950 году решением Международного союза теоретической и прикладной химии (ИЮПАК, IUPAC) элементу окончательно было присвоено название ниобий.
Впервые чистый ниобий был получен в конце XIX века французским химиком Анри Муассаном электротермическим путём: он восстановил оксид ниобия углеродом в электропечи.

## Нахождение в природе
Кларк ниобия — 18 г/т. Содержание ниобия увеличивается от ультраосновных (0,2 г/т Nb) к кислым породам (24 г/т Nb). Ниобию всегда сопутствует тантал. Близкие химические свойства ниобия и тантала обусловливают совместное их нахождение в одних и тех же минералах и участие в общих геологических процессах. Ниобий способен замещать титан в ряде титансодержащих минералов (сфен, ортит, перовскит, биотит). Форма нахождения ниобия в природе может быть разной: рассеянной (в породообразующих и акцессорных минералах магматических пород) и минеральной. В общей сложности известно более ста минералов, содержащих ниобий. Из них промышленное значение имеют лишь некоторые: колумбит-танталит (Fe, Mn)(Nb, Ta)2O6, пирохлор (Na, Ca, TR, U)2(Nb, Ta, Ti)2O6(OH, F) (Nb2O5 0 — 63 %), лопарит (Na, Ca, Ce)(Ti, Nb)O3 ((Nb, Ta)2O5 8 — 10 %), иногда используются эвксенит, торолит, ильменорутил, а также минералы, содержащие ниобий в виде примесей (ильменит, касситерит, вольфрамит). В щелочных — ультраосновных породах ниобий рассеивается в минералах типа перовскита и в эвдиалите. В экзогенных процессах минералы ниобия и тантала, являясь устойчивыми, могут накапливаться в делювиально-аллювиальных россыпях (колумбитовые россыпи), иногда в бокситах коры выветривания. Концентрация ниобия в морской воде 1⋅10−5 мг/л.

### Месторождения
Месторождения ниобия расположены в США, Японии, России (Кольский полуостров), Бразилии, Канаде. Крупнейшим в мире по запасам признано Томторское месторождение в Якутии.
| Страна                           | 2000   | 2001   | 2002   | 2003   | 2004   | 2005   | 2006   | 2007   | 2008   | 2009   | 2010   | 2011   |
| -------------------------------- | ------ | ------ | ------ | ------ | ------ | ------ | ------ | ------ | ------ | ------ | ------ | ------ |
| Австралия                        | 160    | 230    | 290    | 230    | 200    | 200    | 200    | ?      | ?      | ?      | ?      | ?      |
| Бразилия                         | 30 000 | 22 000 | 26 000 | 29 000 | 29 900 | 35 000 | 40 000 | 57 300 | 58 000 | 58 000 | 58 000 | 58 000 |
| Канада                           | 2,290  | 3,200  | 3,410  | 3,280  | 3,400  | 3,310  | 4,167  | 3020   | 4380   | 4330   | 4420   | 4400   |
| Демократическая Республика Конго | ?      | 50     | 50     | 13     | 52     | 25     | ?      | ?      | ?      | ?      | ?      | ?      |
| Мозамбик                         | ?      | ?      | 5      | 34     | 130    | 34     | 29     | ?      | ?      | ?      | ?      | ?      |
| Нигерия                          | 35     | 30     | 30     | 190    | 170    | 40     | 35     | ?      | ?      | ?      | ?      | ?      |
| Руанда                           | 28     | 120    | 76     | 22     | 63     | 63     | 80     | ?      | ?      | ?      | ?      | ?      |
| Всего в мире                     | 32 600 | 25 600 | 29 900 | 32 800 | 34 000 | 38 700 | 44 500 | 60 400 | 62 900 | 62 900 | 62 900 | 63 000 |

## Изотопы
Природный ниобий состоит из единственного стабильного изотопа — 93Nb. Все остальные искусственно полученные изотопы ниобия с массовыми числами от 81 до 113 радиоактивны (всего их известно 32). Наиболее долгоживущий изотоп — 92Nb с периодом полураспада 34,7 млн лет.
Также известны 25 метастабильных состояний ядер его разных изотопов.

## Физические свойства
Полная электронная конфигурация атома ниобия: 1s22s22p63s23p63d104s24p64d45s1
Ниобий — это пластичный тугоплавкий переходный металл, чьи физические свойства зависят от значений температуры.
Температура плавления 2468 °С и плотностью 8,57 г/см3 (при 20 °С). Температура кипения ниобия равна 4742 °С, структура решетки объемно центрированная кубическая с периодом 0,33 нм. К наиболее интересным свойствам этого материала, несомненно, относятся его коррозионная стойкость и сверхпроводимость, причем последняя особенно ярко проявляется при воздействии низких температур.

## Химические свойства
Химически ниобий довольно устойчив, но уступает в этом отношении танталу. На него практически не действуют соляная, ортофосфорная, разбавленная серная, азотная кислоты. Металл растворяется в плавиковой кислоте HF, смеси HF и HNO3, концентрированных растворах едких щелочей, а также в концентрированной серной кислоте при нагревании свыше 150 °C. При прокаливании на воздухе окисляется до Nb2О5. Для этого оксида описано около 10 кристаллических модификаций. При обычном давлении стабильна β-форма Nb2О5.
- При сплавлении Nb2О5 с различными оксидами получают ниобаты: Ti2Nb10О29, FeNb49О124. Ниобаты могут рассматриваться как соли гипотетических ниобиевых кислот. Они делятся на метаниобаты MNbO3, ортониобаты M3NbO4, пирониобаты M4Nb2O7 или полиниобаты M2O·nNb2O5 (M — однозарядный катион, n = 2-12). Известны ниобаты двух- и трехзарядных катионов.
- Ниобаты реагируют с HF, расплавами гидрофторидов щелочных металлов (KHF2) и аммония. Некоторые ниобаты с высоким отношением M2O/Nb2O5 гидролизуются:

6Na3NbO4 + 5H2O = Na8Nb6O19 + 10NaOH.
- Ниобий образует NbO2, NbO, ряд оксидов, промежуточных между NbO2,42 и NbO2,50 и близких по структуре к β-форме Nb2О5.
- С галогенами ниобий образует пентагалогениды NbHal5, тетрагалогениды NbHal4 и фазы NbHal2,67 — NbHal3+x, в которых имеются группировки Nb3 или Nb2. Пентагалогениды ниобия легко гидролизуются водой.
- В присутствии паров воды и кислорода NbCl5 и NbBr5 образуют оксигалогениды NbOCl3 и NbOBr3 — рыхлые ватообразные вещества.
- При взаимодействии ниобия и графита образуются карбиды Nb2C и NbC, твёрдые жаропрочные соединения. В системе Nb — N существуют несколько фаз переменного состава и нитриды Nb2N и NbN. Сходным образом ведёт себя ниобий в системах с фосфором и мышьяком. При взаимодействии ниобия с серой получены сульфиды: NbS, NbS2 и NbS3. Синтезированы двойные фториды Nb и калия (натрия) — K2[NbF7].
- Из водных растворов выделить электрохимически ниобий пока не удалось. Возможно электрохимическое получение сплавов, содержащих ниобий. Электролизом безводных солевых расплавов может быть выделен металлический ниобий.

## Получение
Руды ниобия — обычно комплексные и бедны металлом. Рудные концентраты содержат Nb2O5: пирохлоровые — не менее 37 %, лопаритовые — 8 %, колумбитовые — 30—60 %. Большую их часть перерабатывают алюмо- или силикотермическим восстановлением на феррониобий (40—60 % Nb) и ферротанталониобий. Металлический ниобий получают из рудных концентратов по сложной технологии в три стадии:
1. вскрытие концентрата,
2. разделение ниобия и тантала и получение их чистых химических соединений,
3. восстановление и рафинирование металлического ниобия и его сплавов.

Основные промышленные методы производства ниобия и его сплавов — алюмотермический, натрийтермический, карботермический: из смеси Nb2O5 и сажи вначале получают при 1800 °C в атмосфере водорода карбид, затем из смеси карбида и пятиокиси при 1800—1900 °C в вакууме — металл; для получения сплавов ниобия в эту смесь добавляют окислы легирующих металлов; по другому варианту ниобий восстанавливают при высокой температуре в вакууме непосредственно из Nb2O5 сажей. Натрийтермическим способом ниобий восстанавливают натрием из K2NbF7, алюминотермическим — алюминием из Nb2O5. Компактный металл (сплав) производят методами порошковой металлургии, спекая спрессованные из порошков штабики в вакууме при 2300 °C либо электронно-лучевой и вакуумной дуговой плавкой; монокристаллы ниобия высокой чистоты — бестигельной электронно-лучевой зонной плавкой.

## Применение
Применение и производство ниобия быстро возрастают, что обусловлено сочетанием таких его свойств, как тугоплавкость, малое сечение захвата тепловых нейтронов, способность образовывать жаропрочные, сверхпроводящие и др. сплавы, коррозионная стойкость, геттерные свойства, низкая работа выхода электронов, хорошие обрабатываемость давлением на холоде и свариваемость.
Основные области применения ниобия: ракетостроение, авиационная и космическая техника, радиотехника, электроника, химическое аппаратостроение, атомная энергетика.

### Применение металлического ниобия
- Из чистого ниобия или его сплавов изготовляют детали летательных аппаратов; оболочки для урановых и плутониевых тепловыделяющих элементов; контейнеры и трубы для жидких металлов; детали электролитических конденсаторов; «горячую» арматуру электронных (для радарных установок) и мощных генераторных ламп (аноды, катоды, сетки и др.); коррозионноустойчивую аппаратуру в химической промышленности.
- Ниобием легируют другие цветные металлы, в том числе уран. Например, алюминий, если в него ввести всего 0,05 % ниобия, совсем не реагирует со щелочами[источник не указан 4207 дней], хотя в обычных условиях он в них растворяется. Сплав ниобия с 20 % меди обладает высокой электропроводностью и при этом он вдвое твёрже и прочнее чистой меди[источник не указан 4207 дней].
- Ниобий применяют в криотронах — сверхпроводящих элементах вычислительных машин. Ниобий также используется в ускоряющих структурах большого адронного коллайдера[10].
- Ниобий и тантал используют для производства электролитических конденсаторов высокой удельной ёмкости. Тантал позволяет производить более качественные конденсаторы, чем металлический ниобий. Однако конденсаторы на основе оксида ниобия наиболее надёжны и устойчивы к возгоранию.
- Австрия, Британские Виргинские Острова, Канада, Латвия, Либерия, Люксембург, Палау и Сьерра-Леоне выпускают биметаллические памятные монеты с использованием ниобия[11][12].

€25 «700 лет городу Халль в Тироле»
€25 «150-летие Альпийской железной дороге»
€25 «50 лет телевидению»
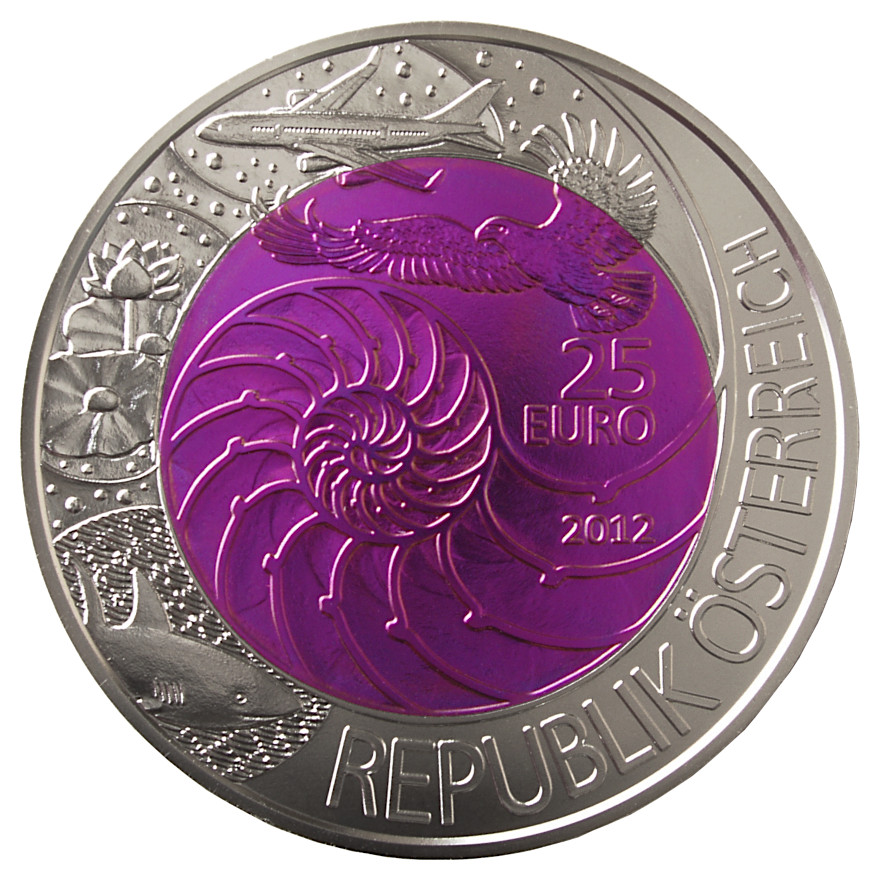
€25 «Бионика»

### Интерметаллиды и сплавы ниобия
- Станнид Nb3Sn (станнид триниобия, известный также как сплав ниобий-олово), германид Nb3Ge (германийтриниобий), нитрид NbN и сплавы ниобия с титаном (ниобий-титан) и цирконием применяются для изготовления сверхпроводящих соленоидов. Так, обмотки сверхпроводящих магнитов Большого адронного коллайдера изготовлены из 1200 тонн кабеля из сплава ниобий-титан.
- Ниобий и сплавы с танталом во многих случаях заменяют тантал, что даёт большой экономический эффект (ниобий дешевле и почти вдвое легче, чем тантал).
- Феррониобий[13] вводят (до 0,6 % ниобия) в нержавеющие хромоникелевые стали для предотвращения их межкристаллитной коррозии (в том числе той, которая иначе началась бы после сварки нержавейки) и разрушения и в стали др. типов для улучшения их свойств.
- Ниобий используется при чеканке коллекционных монет. Так, Банк Латвии утверждает, что в коллекционных монетах достоинством 1 лат наряду с серебром используется ниобий[14][15].
- Ниобий входит в состав многих высоко- и среднеэнтропийных сплавов, обладающих уникальными или очень ценными параметрами.

### Применение соединений ниобия
- Nb2O5 — катализатор в химической промышленности.
- В производстве огнеупоров, керметов, специальных стёкол, нитрид, карбид, ниобаты.
- Карбид ниобия (т. пл. 3480 °C) в сплаве с карбидом циркония и карбидом урана-235 является важнейшим конструкционным материалом для тепловыделяющих элементов твердофазных ядерных реактивных двигателей[источник не указан 753 дня].
- Нитрид ниобия NbN используется для производства тонких и ультратонких сверхпроводящих плёнок с критической температурой от 5 до 10 К с узким переходом, порядка 0,1 К.

### Сверхпроводящие материалы первого поколения
- Один из активно применяемых сверхпроводников (температура сверхпроводящего перехода 9,25 К). Соединения ниобия имеют температуру сверхпроводящего перехода до 23,2 К (Nb3Ge).
- Наиболее часто используемые промышленные сверхпроводники — NbTi и Nb3Sn.
- Ниобий используется также в магнитных сплавах.
- Применяется как легирующая добавка.
- Нитрид ниобия используется для производства сверхпроводящих болометров.
- Исключительная стойкость ниобия и его сплавов с танталом в перегретом паре цезия-133 делает его одним из наиболее предпочтительных и дешёвых конструкционных материалов для термоэмиссионных генераторов большой мощности.

## Физиологическое действие
- Металлическая пыль ниобия огнеопасна и раздражает глаза и кожу.
- Некоторые соединения ниобия очень токсичны.
- Предельно допустимая концентрация ниобия в воде 0,01 мг/л.
- При попадании в организм вызывает раздражение внутренних органов и последующий паралич конечностей.